# الطريق إلى مكة (فلم)
الطريق إلى مكة (بالإنجليزية: The Road to Mecca)، هو فيلم دراما جنوب أفريقي صدر في 23 أغسطس 1991، وأخرجه الثنائي أثول فيجارد وبيتر غولدسميد. الفيلم من بطولة كُل من كاثي بيتس وإفون برايزلاند وأثول فوجارد. بُني سيناريو الفيلم على مسرحية للكاتب المسرحي أثول فيجارد تحمل العنوان نفسه.

## طاقم التمثيل
- كاثي بيتس في دور إلسا بارلو.
- إيفون برايسلاند في دور السيدة هيلين.
- أثول فوجارد في دور ماريوس بيليفيلد.

## روابط خارجية
- مقالات تستعمل روابط فنية بلا صلة مع ويكي بيانات